# Croix de Frédéric-Auguste

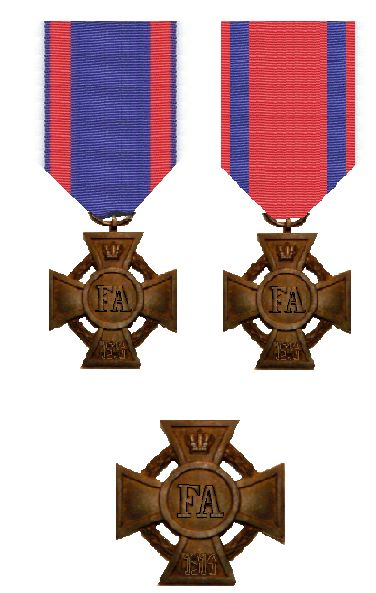
Friedrich-August-Kreuz.

La Croix de Frédéric-Auguste, ou « Friedrich-August-Kreuz » est une décoration allemande de la Première Guerre mondiale.

## Statuts
La croix de Frédéric-Auguste a été instituée le 24 septembre 1914 par Frédéric-Auguste II d'Oldenbourg, dernier grand-duc d'Oldenbourg et prince de Birkenfeld. Elle comportait deux classes pour « toute personne, civile ou militaire, ayant fait montre d'un service exceptionnel pendant la guerre ».

## Description
La croix en fer est assez similaire à la croix de fer. Dans le médaillon, sont inscrites les initiales de son fondateur, « FA » pour Friedrich-August. Le bras supérieur de la croix porte est une couronne et le bras inférieur, l'année de sa création, « 1914 ». Les quatre bras de la croix sont reliés par une couronne de lauriers. Le dos de la croix est lisse.